# Salix haoana
Salix haoana — вид квіткових рослин із родини вербових (Salicaceae).

## Морфологічна характеристика
Це кущ до 3 метрів заввишки; кора сіра, гладка. Гілочки пурпурові або червонувато-зелені, запушені. Листкова ніжка 3–5 мм, спочатку ворсиста, гола; листкова пластинка ланцетна, 40–70(140) × 5–10(12) мм, абаксіально (низ) сірувато-блакитна, адаксіально тьмяно-зелена, гола, край цільний або тупо-залозисто-зубчастий, верхівка коротко загострена. Чоловічі сережки 2–3.5 см, сидячі, з 2–3 ланцетними лускоподібними листочками. Чоловіча квітка: тичинок 2; пиляки жовті. Коробочка 2–3 мм.

## Середовище проживання
Гуйчжоу, Сичуань. Росте вздовж зрошувальних каналів і канав.